# الرجمة (عبس)

تعديل مصدري - تعديل

الرجمة هي إحدى قرى عزلة بني ثواب بمديرية عبس التابعة لمحافظة حجة، بلغ تعداد سكانها 172 نسمة حسب تعداد اليمن لعام 2004.